# Amtsgericht Mellrichstadt

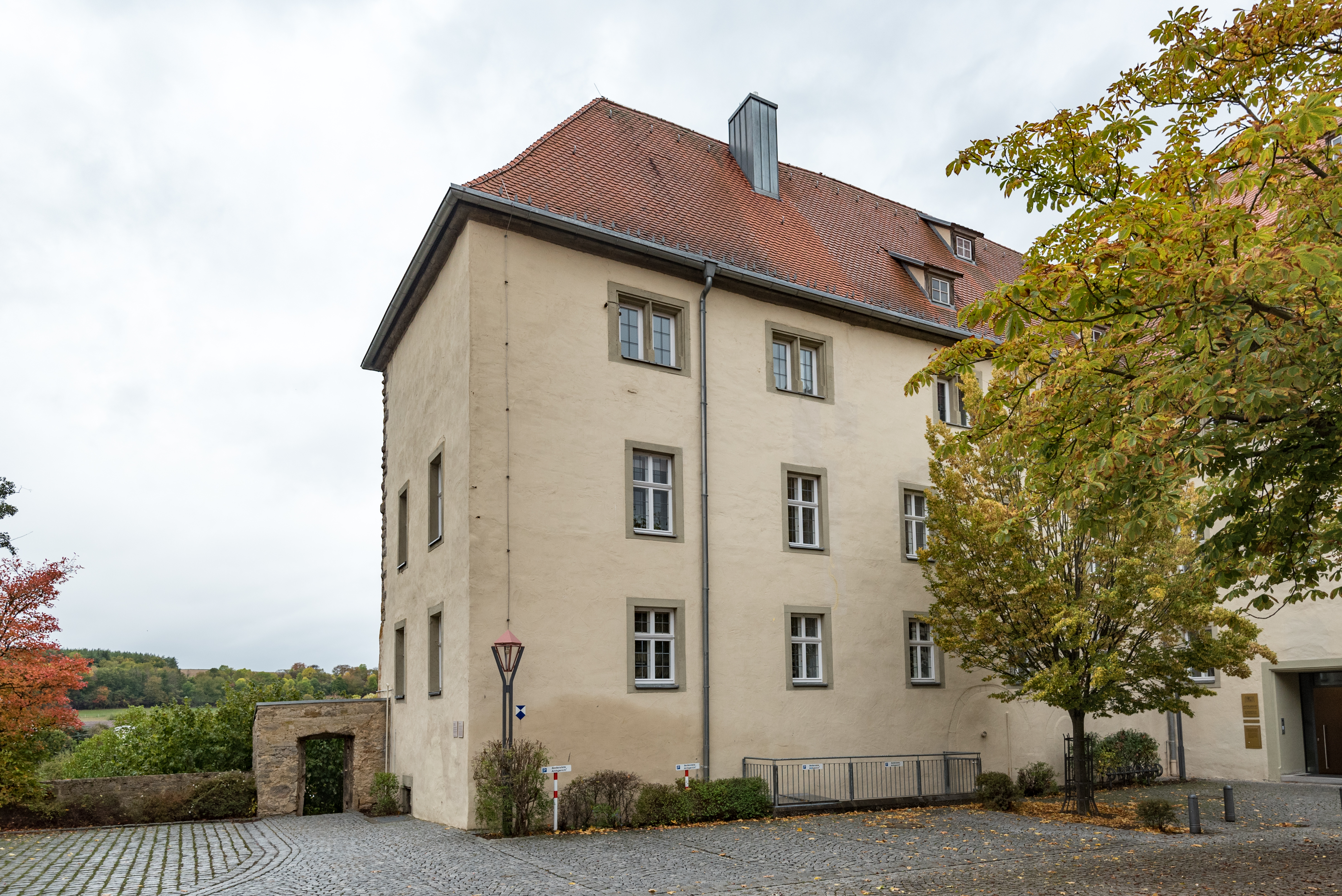
Ehemaliges Amtsschloss, später Amtsgericht Mellrichstadt (2019)

Das Amtsgericht Mellrichstadt war ein von 1879 bis 1973 bestehendes bayerisches Gericht der ordentlichen Gerichtsbarkeit mit Sitz im unterfränkischen Mellrichstadt. Die in der Folge bestehende Zweigstelle des Amtsgerichts in Bad Neustadt wurde 2013 geschlossen.

## Geschichte
Bereits im 13. Jahrhundert war Mellrichstadt  Besitz und auch Amts- und Gerichtssitz des Hochstiftes Würzburg und blieb es bis zur Säkularisation 1803 zugunsten Bayerns. 1804 wurde im Verlauf der Verwaltungsneugliederung Bayerns das Landgericht Mellrichstadt errichtet. Von 1806 bis 1814 war es zwischenzeitlich dann ein Landgericht im Großherzogtum Würzburg. Mit Inkrafttreten des Gerichtsverfassungsgesetzes am 1. Oktober 1879 errichtete man in Mellrichstadt ein Amtsgericht, dessen Gerichtsbezirk sich aus den Gemeinden des bisherigen Landgerichtsbezirks Mellrichstadt zusammensetzte. Übergeordnete Instanzen waren das Landgericht Schweinfurt und das Oberlandesgericht Bamberg.
Mit Wirkung zum 1. Juli 1973 wurde das Amtsgericht Mellrichstadt in eine Zweigstelle des Amtsgerichts in Bad Neustadt umgewandelt. Sie wurde Ende Januar 2013 aufgehoben, als auch die letzten Verhandlungen in Mellrichstadt stattfanden.

## Gerichtsgebäude
Das ehemalige Amtsgericht (Amtsschloss) ist ein denkmalgeschützter, dreigeschossiger Zweiflügelbau auf Hakengrundriss, Ostflügel mit Satteldach, Krangaube und Treppengiebel, bossierte Eckquaderung, zum Teil Spitzbogen- und Kreuzstockfenster und eingemauerte Wappensteine von 1512; Westflügel mit Walmdach von 1712.